# 王怀南
王怀南 (1967- )，江苏南通人，美国籍华裔。2005年至2006年任Google亚洲区CMO（首席营销官）。

## 学历
- 中国北京清华大学文学学士
- 美国哥伦比亚大学社会学硕士
- 美国乔治敦大学商学院工商管理硕士

## 简历
- ？    -1997年 美国麦肯锡咨询公司战略咨询工作
- 1997年-2001年 美国宝洁公司（俄亥俄州） 品牌经理
- 2001年-2002年 美国Intuit公司Quicken.com网站高级业务经理
- 2002年-2005年 美国雅虎公司（加利福尼亚州） 搜索与市场业务部高级营销总监
- 2005年7月25日 中国大陆一拍网（以美籍华人身份）CEO
- 2005年11月25日 美国Google公司亚洲区CMO（首席营销官）
- 2005年12月 想出「谷歌」作为Google中文名
- 2006年12月 从谷歌辞职
- 2007年 创立网站宝宝树（BabyTree）并担任首席执行官
- 2019年，王怀南在保留寶寶樹股份的同時先後加入Y Combinator中国和美國電子煙公司Juul[2]